# 大分市立丹生小学校
大分市立丹生小学校（おおいたしりつ にうしょうがっこう）は、大分県大分市にある公立小学校である。 

## 概要
大分市東部の坂ノ市地区に位置する小学校である。2015年度（平成27年度）から、坂ノ市中学校区の大分市立坂ノ市中学校、大分市立小佐井小学校、大分市立坂ノ市小学校とともに、1中複数小連携型小中一貫教育モデル校になっている。また、校内には、大分市の一般環境大気測定局の子局が設置されている。 

## 通学区域
- 大分流通業務団地1-3丁目、大字丹川、大字一木、大字久土、大字佐野、大字丹生[3]
全域が大分市立坂ノ市中学校の通学区域である。